# Cooper T45

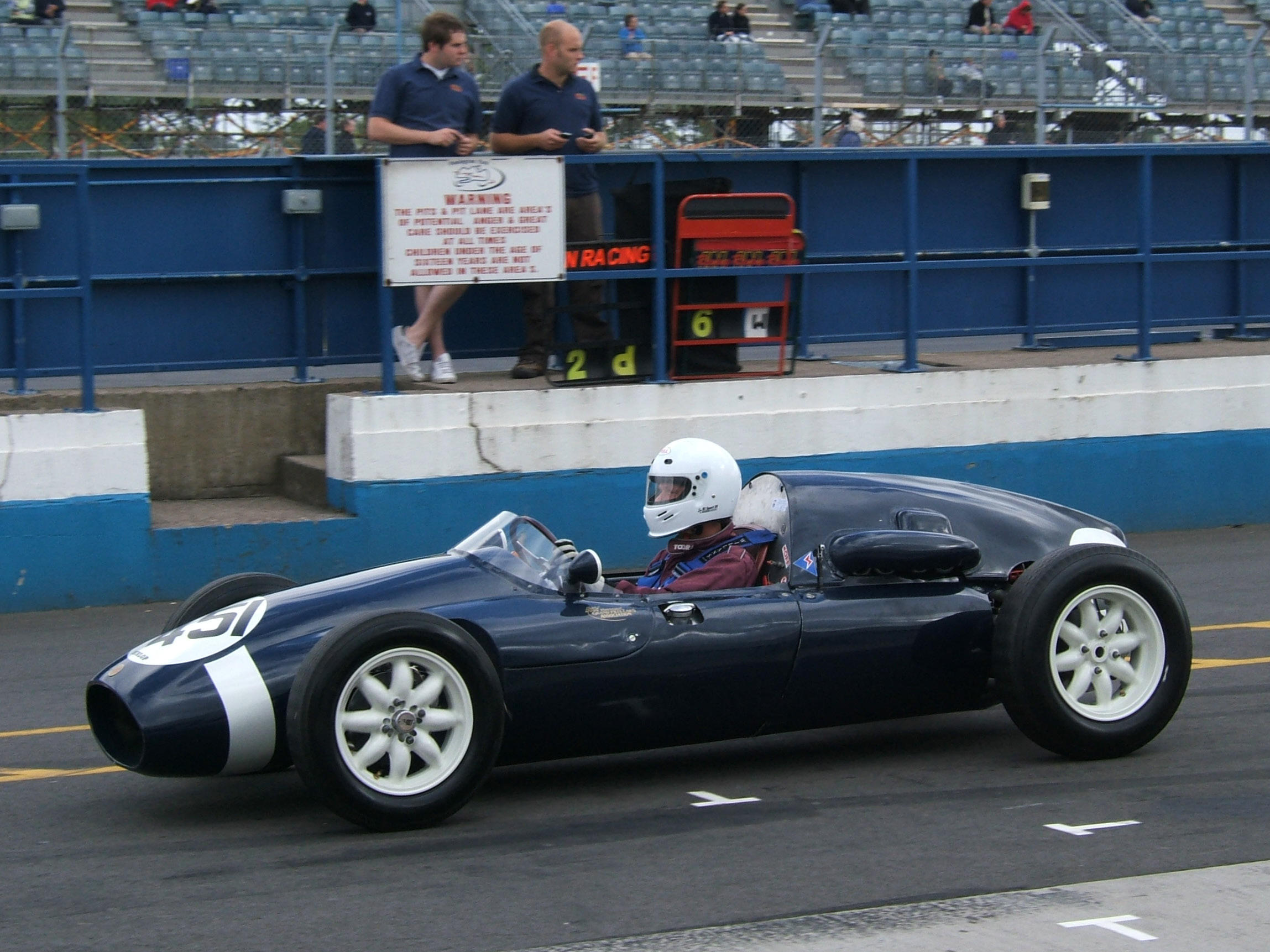
Ein Rob-Walker-T45 2007 in Donington

Der Cooper T45 war ein Formel-Rennwagen, der 1958 von der Cooper Car Company in einer Formel-2- und einer Formel-1-Version gebaut wurde.

## Entwicklungsgeschichte und Technik
Der Cooper T45 war der Nachfolger des Cooper T43. Das Fahrgestell blieb fast unverändert, die Radaufhängungen wurde jedoch überarbeitet. Der Motor wurde tiefer gesetzt. Bis 1959 hatten die Wagen Trommelbremsen, die danach durch Scheibenbremsen ersetzt wurden.
Cooper baute 24 Formel-2-Wagen vom Typ T45, die fast alle verkauft wurden. Auch im eigenen Werksteam kamen die kleinen Rennwagen zum Einsatz. 1959 setzte Jack Brabham zwei T45 unter eigenem Namen in der Formel 2 ein. Rob Walker und die British Racing Partnership rüsteten ihre T45 mit Borgward-Motoren mit Bosch-Einspritzung aus. Stirling Moss gewann mit dem Rob-Walker-T45 die französische Formel-2-Meisterschaft.

## Renngeschichte
Für die Formel-1-Version entwickelte Climax einen 2,2-Liter-Motor. Da dieser Motor exklusiv dem Werksteam zur Verfügung stand, musste Rob Walker auf den 2-Liter-Motor, der weniger Leistung hatte, zurückgreifen. 1958 siegte der Franzose Maurice Trintignant mit dem Walker-2-Liter-T45 überraschend beim Großen Preis von Monaco. Auf den schnellen Strecken fehlte es dem Wagen aber an Leistung. Vor allem gegen die Konkurrenz von Ferrari und Vanwall waren die Cooper ohne Chance. Werksfahrer Roy Salvadori wurde Dritter in Silverstone und Zweiter auf dem Nürburgring und Vierter in der Gesamtwertung der Fahrermeisterschaft. Cooper wurde im erstmals ausgefahrenen Herstellerpokal (Constructor's Championship) Dritter. Die Saison endete mit zwei Siegen von Stirling Moss, der mit dem T45 bei den Großen Preisen von Australien und Neuseeland siegreich blieb.